# هوندشورن
هوندشورن (بالإنجليزية: Hundshorn)‏ هو أحد جبال سلسلة جبال الألب البرنية وجزء من القمة الأم شيلتورن يقع في كانتون برن, سويسرا. يبلغ ارتفاع الجبل حوالي 2929 متر، بينما يبلغ ارتفاع نتوء الجبل 284 متر.